# Crandelain-et-Malval
Crandelain-et-Malval est une ancienne commune française, située dans le département de l'Aisne en région Hauts-de-France. Elle a existé de la fin du XVIIIe siècle à 1923.

## Toponymie
Crandelain est attesté sous les formes Cruandelen, Cruandelein (1136) ; Parrochia de Crandelain (1145) ; Communia Crandelanii (XIIIe siècle) ; Crandelein (1261) ; Grandelayn (1263) ; Communia de Croandelain (1285) ; Crandelin (XIIIe siècle) ; Grandelaing (1405) ; Crandelain-en-Laonnois (1470) ; Grandelain (1579) ; Crendelain.

Malval est attesté sous les formes Maleval (1196) ; Malavallis (1203) ; Malleval (1536).

## Histoire
Au début de la Révolution française, les communes de Crandelain et de Malval était des communes indépendantes. Elles faisaient partie du canton de Chevregny. Entre 1790 et 1794, les deux communes sont réunies pour former une seule commune dénommée Crandelain-et-Malval. En 1801, le canton de Chevregny est supprimé et la commune est rattachée au canton de Craonne. À la suite de la Première Guerre mondiale ainsi qu'à la proximité de la commune de la bataille du Chemin des Dames, le recensement de 1921 de la commune dénombre 31 habitants pour la commune au lieu des 147 habitants du recensement de 1911. Un décret du 9 septembre 1923 règle le sort de la commune en la supprimant et en la fusionnant à la commune voisine de Colligis qui est devenu Colligis-Crandelain depuis 1923.

## Administration
Jusqu'à sa suppression en 1923, la commune faisait partie du canton de Craonne dans le département de l'Aisne. Elle appartenait aussi à l'arrondissement de Laon depuis 1801 et au district de Laon entre 1790 et 1795. La liste des maire de Crandelain-et-Malval est :

## Démographie
| 1793 | 1800 | 1806 | 1821 | 1831 | 1836 | 1841 | 1846 | 1851 |
| ---- | ---- | ---- | ---- | ---- | ---- | ---- | ---- | ---- |
| 208  | 229  | 236  | 246  | 242  | 239  | 245  | 251  | 238  |

| 1856 | 1861 | 1866 | 1872 | 1876 | 1881 | 1886 | 1891 | 1896 |
| ---- | ---- | ---- | ---- | ---- | ---- | ---- | ---- | ---- |
| 223  | 206  | 190  | 201  | 191  | 178  | 162  | 173  | 142  |

| 1901 | 1906 | 1911 | 1921 | - | - | - | - | - |
| ---- | ---- | ---- | ---- | - | - | - | - | - |
| 154  | 153  | 147  | 31   | - | - | - | - | - |